# Tórtora terrestre alanegra
La tórtora terrestre alanegra (Metriopelia melanoptera) és un colom sud-americà, per tant un ocell de la família dels colúmbids (Columbidae) que habita boscos clars i matolls dels Andes, des del nord-oest de Colòmbia, cap al sud, a través de l'Equador, el Perú i Bolívia fins al centre de Xile i zona limítrofa de l'Argentina.